# Bandy
El bandy, bandi o hockey con pelota es un deporte de invierno, similar al hockey sobre hielo: dos equipos de 11 jugadores cada uno golpean la pelota con un palo para anotar tantos.
A mediados del siglo XX el término bandy se prefiere generalmente para evitar la confusión con el hockey sobre hielo. El deporte es conocido con este nombre en muchos países, aunque hay algunas excepciones notables. En Rusia el bandy se llama "Hockey ruso" (Русский хоккей) o con más frecuencia "Hockey con pelota" (xоккей с мячом), mientras que el hockey sobre hielo se llama "Hockey con discos" (xоккей с шайбой). En Kazajistán el bandy se llama Допты хоккей (Dopty jokkéi). En Finlandia, Estonia y Hungría el bandy se conoce como "bola de hielo" (jääpallo, jääpall y jéglabda). En Hungría también como bandy.

## Características
El bandy se juega entre dos equipos de 11 jugadores cada uno, los cuales compiten por conseguir que la pelota redonda entre en la portería del equipo contrario utilizando palos, con los que se marcan los goles. Se juega en un campo rectangular cubierto de hielo, que es del mismo tamaño que un campo de fútbol, y no tiene barreras en las líneas de fondo y laterales. La pelota es esférica, de 6 cm de diámetro, y se compone de un núcleo de corcho y un recubrimiento de goma o plástico. El bandy tiene reglas similares al fútbol y el hockey sobre césped. Un partido de bandy estándar consta de dos mitades de 45 minutos cada uno. La regla de fuera de juego también se implementa. 
La regla principal es que los jugadores (excepto los porteros) no pueden tocar la pelota intencionadamente con sus cabezas, manos o brazos durante el juego. Aunque los jugadores suelen utilizar sus palos para mover la pelota, se puede utilizar cualquier parte de su cuerpo que no sean sus cabezas, manos o brazos y pueden utilizar sus patines en una manera limitada. Cabecear la pelota dará lugar a una penalización de cinco minutos.

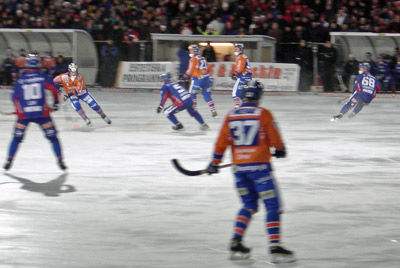
Un partido de bandy.

En el juego típico, los jugadores intentan impulsar la pelota hacia la meta de sus oponentes a través del control individual de la pelota, como por goteo, pasando la pelota a un compañero de equipo, y yendo a la portería contraria, que es custodiada por el portero oponente. Los jugadores que se enfrentan pueden tratar de recuperar el control de la pelota al interceptar un pase o por medio de la lucha contra el oponente que controla la pelota. Sin embargo, el contacto físico entre oponentes es limitado. Bandy es generalmente un juego de flujo libre, con el juego parando sólo cuando la pelota ha salido del terreno de juego o cuando el juego sea interrumpido por el árbitro. Después de una interrupción, el juego puede reanudarse con un tiro libre, un penalti o un saque de esquina. Si la pelota ha salido del campo a lo largo de las líneas laterales, el árbitro tiene que decidir qué equipo tocó la pelota el último, y la adjudicación del saque al equipo contrario, al igual que el saque de banda en el fútbol.
Las reglas no especifican ninguna posición de los jugadores que no sean portero, pero se han desarrollado jugadores especializados en determinadas posiciones. En términos generales, estos incluyen tres categorías principales: los delanteros, cuya tarea principal es marcar goles, los defensores, que se especializan en impedir que puntúen sus oponentes, y los centrocampistas, cuya misión es robar y mantener la posesión de la pelota para pasar a los delanteros; a los situados en estas posiciones se les conocen como jugadores de campo, para distinguirlos del único portero. Estas posiciones están además diferenciadas por en qué lado del campo el jugador está más tiempo. Por ejemplo, hay defensores y centrocampistas centrales, izquierdos y derechos. Los diez jugadores de campo pueden estar dispuestos en estas posiciones en cualquier combinación (por ejemplo, puede haber tres defensas, cinco centrocampistas y dos delanteros), y el número de jugadores en cada posición determina el estilo de juego del equipo: más delanteros y menos defensores crearía un juego más agresivo y ofensivo, mientras que lo contrario daría lugar a un ritmo más lento, el estilo más defensivo de juego. Mientras que los jugadores pueden pasar la mayor parte del juego en una determinada posición, hay pocas restricciones sobre el movimiento de jugadores, y los jugadores pueden cambiar de posición en cualquier momento. A la disposición de los jugadores en el terreno de juego se le llama "alineación del equipo", y definir ésta y la táctica suele ser la prerrogativa del director del equipo.